# Рокгемптон (аэропорт)
Аэропорт Рокгемптона (Коннор Парк) (англ. Rockhampton Airport), (ИАТА: ROK, ИКАО: YBRK) — один из основных австралийских региональных аэропортов, связывающий воздушным сообщением город Рокгемптон (Квинсленд) с городами Брисбен, Сидней, Гладстон, Кэрнс, Таунсвилл, Маккай и Мельбурн.
В 2006/07 финансовом году Аэропорт Рокгемптона обслужил порядка 650 тысяч пассажиров на внутренних и 6 тысяч на международных рейсах, в 2008/09 финансовом году ожидаемый объём пассажирских перевозок на внутренних маршрутах составляет 700 тысяч человек. В 2007 году в аэропорту совершено 41.232 операций взлёта/посадок самолётов. Данные показатели по пассажирообороту и количествам операций с воздушными судами вывели Аэропорт Рокгемптона на 16-е место в списке всех аэропортов Австралии.

## История
С 1920-х годов предпринимались многочисленные усилия, направленные на размещение постоянного аэродрома в черте города, однако, до 1930 года городскому совету и федеральному правительству страны не удавалось найти консенсус в вопросе выделения земли под строительство аэродрома. В ряде мест пригородной зоны размещались частные и некоммерческие аэродромные площадки для функционирования летательных аппаратов, но ни одна из них не подходила для длительного использования коммерческой авиацией.
В 1929 году несколько заинтересованных авиаторов взяли в длительную аренду площади бывшего ипподрома города «Коннор Парк» и начали работы по подготовке площадки к приёму самолётов. 9 февраля 1930 года был образован «Аэроклуб Рокгемптона», 2 марта того же года открылся Аэродром Коннор Парка, который уже несколько недель спустя был официально открыт как Аэропорт Рокгемптона и принял свой первый пассажирский рейс, выполнявшийся на моноплане Fokker «Звезда Кэрнса».
Во время Второй мировой войны Аэропорт Рокгемптона перешёл под полный контроль Австралийского Союза и в нём находилась база Королевских военно-воздушных сил Австралии. Весь аэропортовый комплекс в данный период был реконструирован, проведены работы по модернизации диспетчерких сооружений, построена контрольная вышка и другие объекты комплекса. Была выполнена работа по созданию системы быстрой деконструкции взлётно-посадочной полосы в случае крайней необходимости, просуществовавшей вплоть до 1987 года.
В феврале 1989 года Аэропорт Рокгемптона перешёл в полную собственность городского самоуправления.

## Настоящее время
В 2008 году в Аэропорту Рокгемптона завершилась программа модернизации здания пассажирского терминала, которая обошлась аэропорту в 8,4 миллиона австралийских долларов. Основные изменения включали в себя удаление старых зон досмотра, введение в действие современных зон регистрации билетов, оформления и досмотра багажа, багажных каруселей, открытие нового кафе-ресторана, а также перемещение нескольких сервисных объектов в зону международных рейсов.
В течение 2008 года закончены работы по установке новых кондиционеров воздуха и системы освещения пассажирских залов, введена в действие вторая зона безопасности, расширен зал отправления пассажиров и добавлено порядка 280 новых пассажирских сидений. Также руководство аэропорта в ближайшей перспективе намерено привлечь новые торговые фирмы для размещения их в сервисной зоне пассажирского терминала.

## Награды
Аэропорт Рокгемптона был назван лучшим в 2007 году среди крупных аэропортов Австралии на престижной Национальной премии в номинации «Мастерство в Авиации Австралии». Объявление победителя состоялось 13 ноября 2007 года в Мельбурне.